# Lewon Mirzoyan
Lewon Esayii Mirzoyan (in armeno Լևոն Եսայիի Միրզոյան?; in russo Левон Исаевич Мирзоян?, Levon Isaevič Mirzojan; Governatorato di Elizavetpol', 14 novembre 1897 – Mosca, 26 febbraio 1939) è stato un politico sovietico di origini armene.
Fu segretario del Partito Comunista della Repubblica Socialista Sovietica Azera dal 21 gennaio 1926 al 5 agosto 1929 e del Partito Comunista della RSS Kazaka dal 5 dicembre 1936 al 3 maggio 1938. Venne giustiziato durante le Grandi purghe.

## Biografia
Mirzoyan nacque nel villaggio di Ashan, nel distretto di Şuşa in Armenia, che ai tempi era parte del Governatorato di Elizavetpol' dell'Impero russo, da una famiglia contadina. Nel 1917 entrò nel Partito Operaio Socialdemocratico Russo. Tra il 1926 e il 1929, fu Primo Segretario del Partito Comunista dell'Azerbaigian, tra il 1929 e il 1933, fu segretario del comitato regionale di Perm' del Partito Comunista di tutta l'Unione (bolscevico) e poi fu secondo segretario del comitato regionale degli Urali. Nel 1933, divenne primo segretario del comitato regionale  del Kazakistan. Infine nel 1937, divenne primo segretario del Partito Comunista del Kazakistan. Fu membro del Comitato Centrale del PCUS.
Secondo l'ambasciatore kazako in Armenia Ajymdos Bozžīgītov, Mirzoyan fece molto "per la formazione e lo sviluppo dell'economia kazaka". Aggiunse anche che il "popolo kazako lo chiamava Mirzayan, e lo ricordava con gratitudine".
Nel 1938 Mirzoyan inviò un telegramma a Stalin e a Vjaceslav Molotov, in cui espresse la sua disapprovazione per la decisione di spostare i coreani deportati nel 1936 dal Territorio del Litorale al Kazakistan dalla parte sud della repubblica verso il nord, dove non potevano coltivare il riso. Espresse anche i suoi dubbi nei confronti dei metodi della NKVD. Nell'estate del 1938, fu arrestato e detenuto nella prigione di Lefortovo a Mosca. Il 26 febbraio 1939 fu giustiziato. Fu in seguito riabilitato nel 1958